# Propriété de Paul-Élie Gernez
La propriété de Paul-Élie Gernez est un édifice situé à Honfleur, dans le département français du Calvados, en France.

## Localisation
Le monument est situé à Honfleur aux numéros 92, 94, 96 rue Haute ; 69, 71, 73 boulevard Charles-V.

## Historique
La propriété est constituée de cinq bâtisses des XVIIe siècle et XVIIIe siècle.
Elle est acquise par l'artiste Paul-Élie Gernez et aménagée dans les années 1920 en habitation et en atelier. Les architectes paysagistes Paul Vera et André Vera (à vérifier pour ce dernier) aménagent le jardin en 1923. L'artiste y meurt le 6 septembre 1948.
Les cinq maisons sont inscrites au titre des Monuments historiques depuis le 21 juillet 1994. Le jardin dans son entier à savoir le jardin d'agrément, le potager et le verger font l'objet d'un classement depuis le 9 août 1996.

## Caractères et architecture
Le jardin est « l'archétype du jardin cubiste de la période Art Déco ».